# تپه آغه جری
تپه آغه جری مربوط به دوران‌های تاریخی پس از اسلام است و در شهرستان دیواندره، بخش مرکزی، غرب آغه جری واقع شده و این اثر در تاریخ ۲۴ فروردین ۱۳۸۲ با شمارهٔ ثبت ۸۰۲۷ به‌عنوان یکی از آثار ملی ایران به ثبت رسیده است.